# 5e régiment de chevau-légers lanciers
Le 5e régiment de chevau-légers lanciers également appelé plus simplement 5e régiment de chevau-légers ou 5e régiment de lanciers est une unité de cavalerie française issue du 10e régiment de dragons.

## Création et différentes dénominations
- Création du 5e régiment de chevau-légers lanciers par changement de nom du 10e régiment de dragons lors de la réforme des corps de cavalerie en 1811[1].
- 12 mai 1814 : Prend le nom de régiment de lanciers d'Angoulême.
- 1er mars 1815 : Reprend le nom de 5e régiment de chevau-légers lanciers
- 16 juillet 1815 : Le régiment est licencié.

## Chefs de corps

### Colonels, chefs de brigade
- 1811 : colonel François Félicité Chabert (*)

## Historique
Le 5e régiment de chevau-légers lanciers est formé par décret impérial du 18 juin 1811, du 10e régiment de dragons.
Le 5e régiment de chevau-légers lanciers fait la campagne de Russie de 1812 au corps d'observation de l'Elbe et au 1er corps de cavalerie de réserve de la Grande Armée avec lequel il est engagé aux batailles de La Moskowa et de Winkowo.
Il fait la campagne de 1813 en Allemagne, au 1er corps de cavalerie de la Grande Armée, ou il participe aux batailles de Wachau et de Hanau. En 1814, il est en France, au 1er corps de cavalerie, ou il participe aux batailles de Montmirail et de Vauchamps (14 février).
Lors de la réorganisation des corps de cavalerie le 12 mai 1814, le 5e régiment de chevau-légers lanciers garde en premier lieu son numéro avant de prendre la dénomination de régiment de lanciers d'Angoulême.
À son retour de l'ile d'Elbe le 1er mars 1815, Napoléon Ier, réorganisa les différents corps de l'armée. Un décret du 20 avril 1815, rendit aux anciens régiments de cavalerie les numéros qu'ils avaient perdus sous la première restauration. Le régiment reprend le nom de 5e régiment de chevau-légers lanciers et durant les Cent-Jours, affecté au 1er corps d'armée, il est aux campagnes de Belgique et de France et combat aux batailles de Ligny et de Mont-Saint-Jean.
Le 16 juillet 1815, comme l'ensemble de l'armée napoléonienne, il est licencié à la Seconde Restauration et le régiment n'est pas recréé.

## Nouveau5erégimentde lanciers
En 1831, le 5e régiment de lanciers est recréé à partir du 5e régiment de chasseurs à cheval.
En juin 1832, il participe à la répression de l'insurrection républicaine à Paris
Le régiment combat pendant la guerre franco-allemande de 1870 puis devient en 1871 le 17e régiment de dragons.